# Prepona xyniatus
Prepona xyniatus är en fjärilsart som beskrevs av Hans Fruhstorfer 1916. Prepona xyniatus ingår i släktet Prepona och familjen praktfjärilar. Inga underarter finns listade i Catalogue of Life.